# ویکتوریا (کانزاس)
ویکتریا (به انگلیسی: Victoria) شهری در ایالت کانزاس کشور ایالات متحده آمریکا است که جمعیت آن در سرشماری سال ۲۰۱۰ میلادی، ۱٬۲۱۴ نفر بوده‌است.